# Quintanabureba
Quintanabureba è un comune spagnolo di 28 abitanti situato nella comunità autonoma di Castiglia e León.